# Castello di Gallipoli
Das Castello di Gallipoli ist eine Küstenfestung auf der imposanten Mole im äußersten Osten der Insel, auf der sich die Innenstadt von Gallipoli in der italienischen Region Apulien befindet. Sie ist fast vollständig vom Meer umgeben. Erbaut wurde sie vermutlich schon im 11. Jahrhundert auf den Fundamenten einer alten, römischen Festung und dann im 13. Jahrhundert, in byzantinischer Zeit, umgebaut. Von den Eroberern, die sie einnahmen, wurde sie im Laufe der Jahrhunderte mehrfach umgebaut.

## Beschreibung und Geschichte

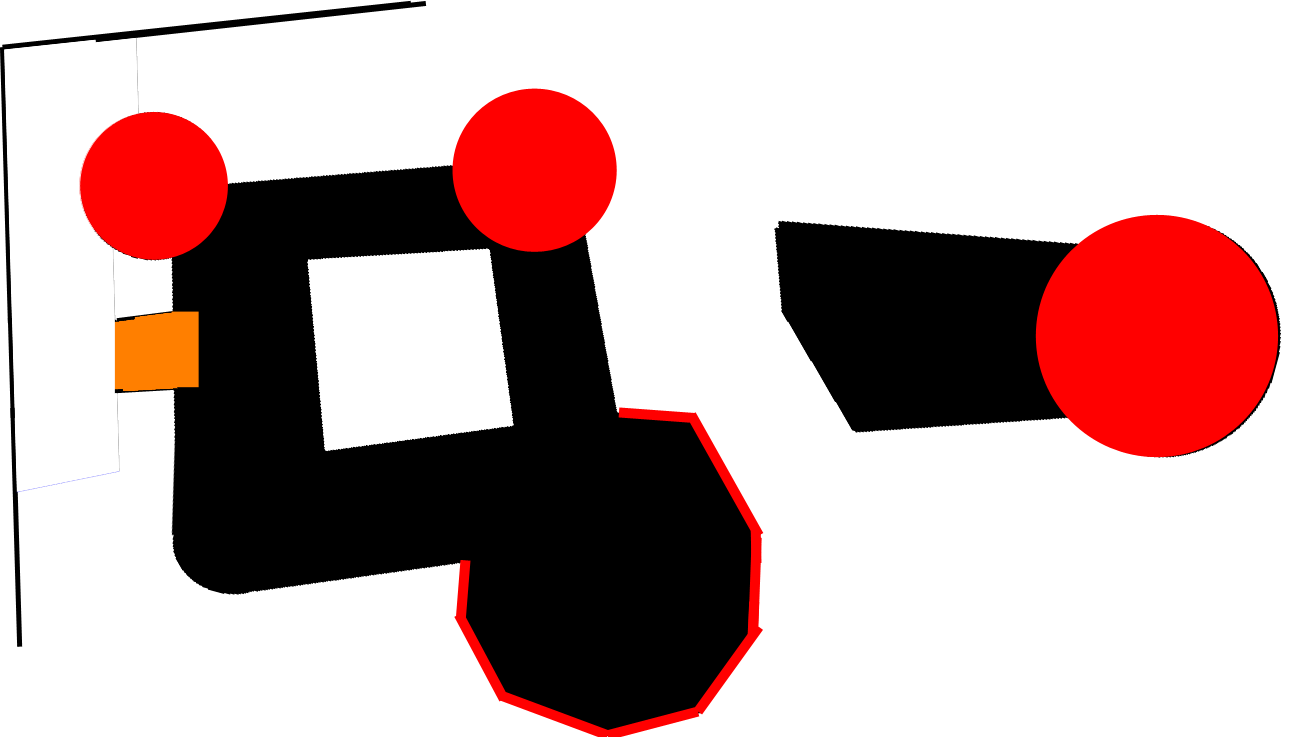
Grundriss

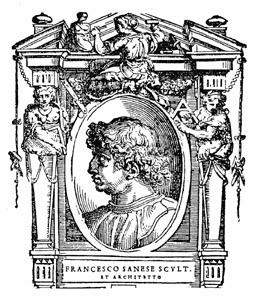
Francesco di Giorgio Martini, Architekt

Die Festung, die über die Stadt und den Hafen wacht, der einmal Zentrum eines florierenden Handels war, hat einen rechteckigen Grundriss, an dessen Ecken drei Rundtürme und ein vieleckiger Turm sitzen. Die alte, römische Festung wurde nach 265 v. Chr. zur Unterbringung der Legionäre und zum Schutz der Stadt gebaut und im 5. Jahrhundert von den Vandalen und den Goten zerstört oder zumindest stark beschädigt. Während der byzantinischen Herrschaft wurde sie wieder aufgebaut und ihre Existenz wird in einem Brief aus dem Jahr 599 bezeugt, in dem Papst Gregor der Große dem neuen, byzantinischen Tribun Occiliano gratulierte und ihn aufforderte, nicht „die Burg in Gallipoli zu missbrauchen, weil diese Eigentum der Kirche von Rom sei“. Das Castello di Gallipoli hatte einen einzigen Turm (den heutigen, vieleckigen Turm), der mit der Stadt durch eine Pontonkonstruktion verbunden war, die ihrerseits mit Befestigungen, Schießscharten und an ihrem Ende mit einer Zugbrücke versehen war, die sie mit dem Turm verband. Sie widerstand in den Jahren 1055/1056 der Belagerung von Roberto il Guiscardo, und 1071 wurde sie von den Normannen eingenommen. Während des Aufenthaltes der Nordmänner war die Festung mit einer normannischen Garnison belegt und verfiel zu einer Ruine; die einzige Aufzeichnung aus dieser Zeit ist eine Inschrift aus dem Jahre 1132 auf dem heutigen Eingangstor. Die in der zweiten Hälfte des 12. Jahrhunderts im Auftrag des Kaisers Friedrich II. umgebaute Anlage wurde 1320 erneut vom Haus Anjou aufgewertet (ebenfalls laut der Inschrift über dem Eingangstor). Zwischen dem 15. und dem 16. Jahrhundert wurde die Festung unter der Ägide des Hauses Anjou und des Hauses Aragón umfassend umgebaut: Durch einen Burggraben auf allen Seiten wurde sie von der Umgebung abgetrennt und, als 1522 die Notwendigkeit bestand, das unzeitgemäße Verteidigungssystem effizienter zu machen, führte dies zum Bau der Kurtine auf der Ostseite, des Ravelins. Beauftragt von Alfons II. von Neapel und projektiert vom Architekten Francesco di Giorgio Martini, diente diese Einrichtung der Verteidigung des Eingangsweges zur Stadt und der Verhinderung eines festen Lagers für mögliche Feinde, die von Land aus angreifen wollten. Ursprünglich an die Festung angeschlossen, wurde das Ravelin im 17. Jahrhundert abgetrennt, um einen Turm mit quadratischem Grundriss hinzuzufügen, der dem heutigen Fahnenturm überlagert war und einen Teil dessen verdeckte. Neben dem Ravelin wurde eine weitere Brücke gebaut, die vom gegenüberliegenden Ufer, in der Nähe der Kirche der Heiligen Christine, ausging, und direkt in einem zweiten Zugang zur Festung und zum Ravelin endete. Man kann heute noch die Reste dieser Brücke neben dem Verteidigungstürmchen des Ravelins (in Stein) und am Eingang dazu (in Holz) sehen.
Auf dem Turm sind auch die ursprünglichen Katapulte und die Kanonen zur Verteidigung der Stadt angebracht.
Im 16. Jahrhundert wurde die Zugbrücke, die die Festung mit der Stadt verband, durch eine gemauerte Brücke ersetzt. Im Inneren der Festung gab es große Säle mit Tonnengewölben und Kreuzrippengewölben, verschiedene Tunnel und Umgänge. Die Form der Festung blieb bis zur zweiten Hälfte des 19. Jahrhunderts unverändert; zwischen 1870 und 1879 wurde der Burggraben verfüllt die Fassade wurde mit dem Bau eines Fischmarktes verdeckt.
Im Laufe unterschiedlicher Epochen fanden hier u. a. Schutz: Konradin (1268), Philipp I. von Tarent und Robert von Anjou (1306–1327), die Königin von Neapel, Johanna II. (1414), Ferdinand I. von Neapel (1463) und Isabella von Aragón (1495). Einige Geschichtswissenschaftler meinen, dass im Castello di Gallipoli der Maler Jusepe de Ribera, der „Spagnoletto“, geboren wurde.

## Kritik
Im Mai 2013 ließ sich der Universitätsdozent für Archäologie an der Fakultät für Kulturerbe der Università del Salento, Paul Arthur, über den aktuellen Zustand der Festung aus und definierte so die Stadt:

„Gallipoli è un buco nero nella mappa salentina dei siti archeologici e monumentali“
(dt.: Gallipoli ist ein schwarzes Loch auf der Landkarte der archäologischen und Denkmalstätten des Salent.)

Die Aufgabe der Festung ist ein Indiz der geringen Aufmerksamkeit gegenüber der geschichtlichen Erinnerung.

## Wiedereröffnung
Die Stadtverwaltung hat 2013 einen Aufruf zur Wiedereröffnung und Verwaltung der alten Festung erlassen. 2014 wurde im Anschluss an die Auszeichnung dank der Arbeit der Agenzia di Communicazione Orione di Maglie mit der allgemeinen Koordination von Luigi Orione Amato und der künstlerischen Anleitung der Architektin Raffaela Zizzari in nur 6 Monaten ein Vorgehensplan zur Verfügung gestellt, dessen Ziel es ist, die Geschichte der Stadt und der alten Festung wieder aufzuzeigen, ohne ihren Charakter zu ändern und ohne zu behaupten, eine vollständige Restaurierung des Denkmals zu sein; es würde viel mehr Ressourcen erfordern, zu altem Glanz zurückzufinden.
Die staatliche Festung wurde am 5. Juli 2014 das erste Mal wieder für die Allgemeinheit zugänglich gemacht. An der Zeremonie nahmen zivile, religiöse und militärische Honoratioren teil.
Das Castello di Gallipoli ist für Tausende von Touristen aus aller Welt, aus Apulien und dem Salent zum Ziel geworden, aber vor allem auch für die Bewohner der schönen Stadt, denen jahrzehntelang die Möglichkeit verweigert worden war, ihre Hallen, Türme, Galerien und Korridore zu bewundern, ebenso wie die Schönheit des Sonnenlichtes auf den Wänden des Innenhofes und die atemberaubende Aussicht, die die vom ionischen Meer umspülten Terrassen bieten. 2015 fand in der Festung eine sehr schöne Ausstellung von und mit Michelangelo Pistoletto statt, der die Festung von Gallipoli zur „Botschaft des Dritten Paradieses“ ernannt hat. Das Castello di Gallipoli wurde als einer der Veranstaltungsorte der Weltausstellung 2015 gewählt; die Nachricht wurde im August 2014 verbreitet.
Im Sommer 2015 wurde die Festung auch zum Veranstaltungsort des Premio Barocco (dt.: Barockpreis) ernannt.
Dank der Resultate der Verwaltung und der Validierung ist die Festung im April 2016 nach nur 18 Monaten zum kommunalen Erbe geworden, wobei sie vom staatlichen Kulturföderalismus profitiert hat, und trägt heute zur Bereicherung des Kulturangebotes der Gegend bei.
Die Festung wurde 1977 durch die Initiative von Teilen der Kulturverwaltung Gallipolis, der „Gallipoli Nostra“ (heute geleitet vom örtlichen Geschichtswissenschaftler Elio Pindinelli), teilweise wiedereröffnet. Zu dieser Gelegenheit wurde Dario Antoniozzi (damals italienischer Tourismusminister) eingeladen.

## Galeriebilder

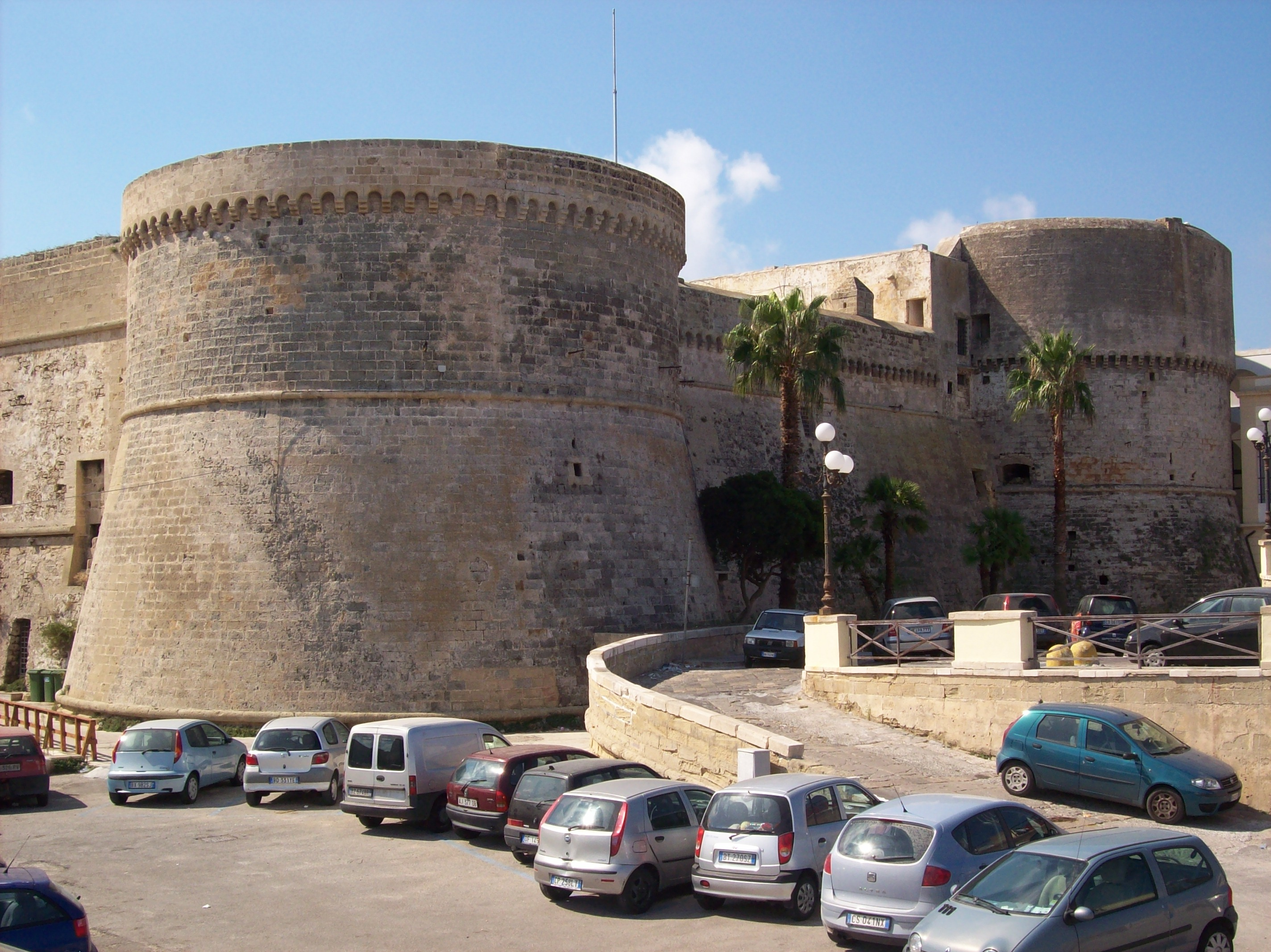
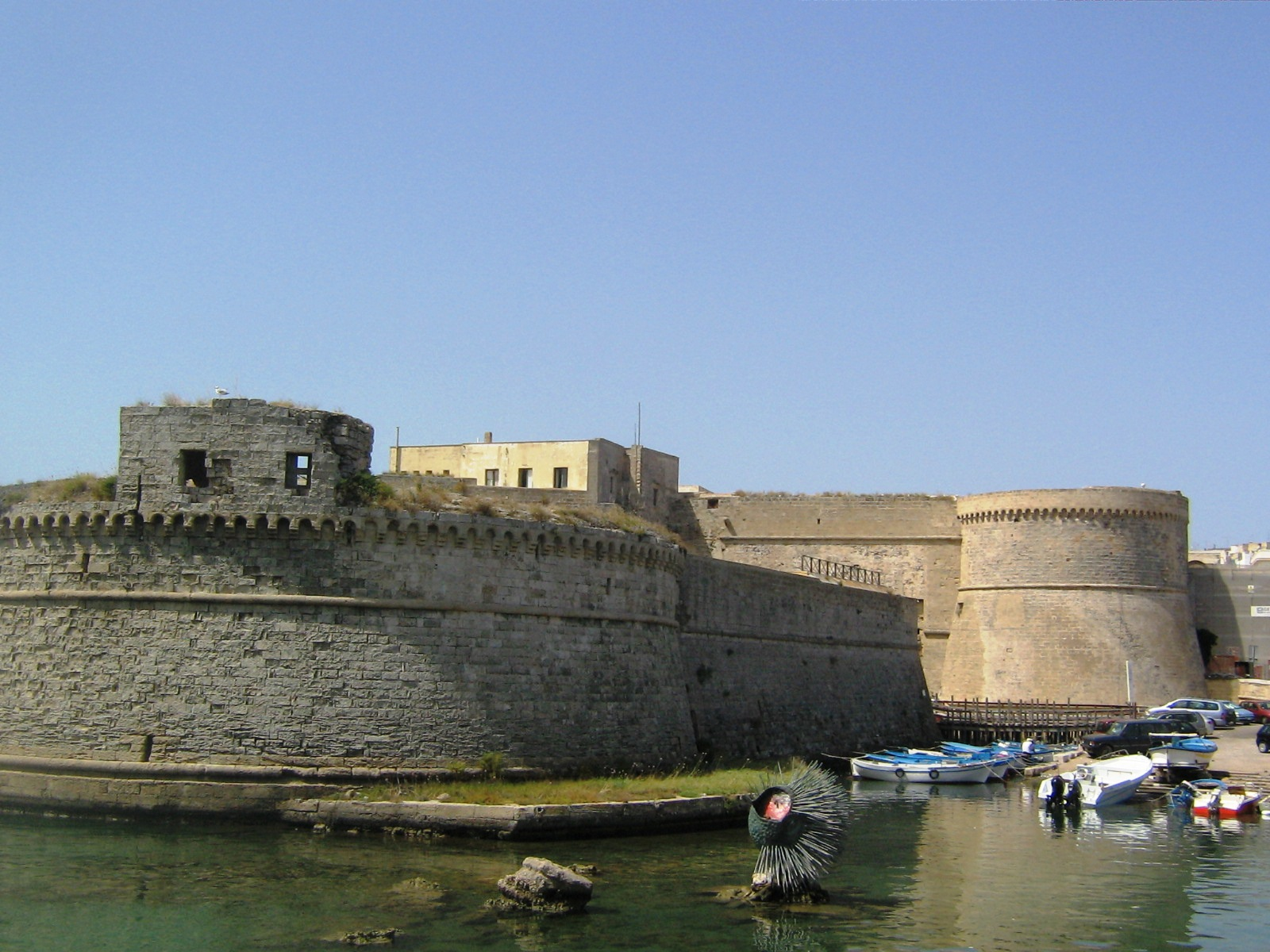
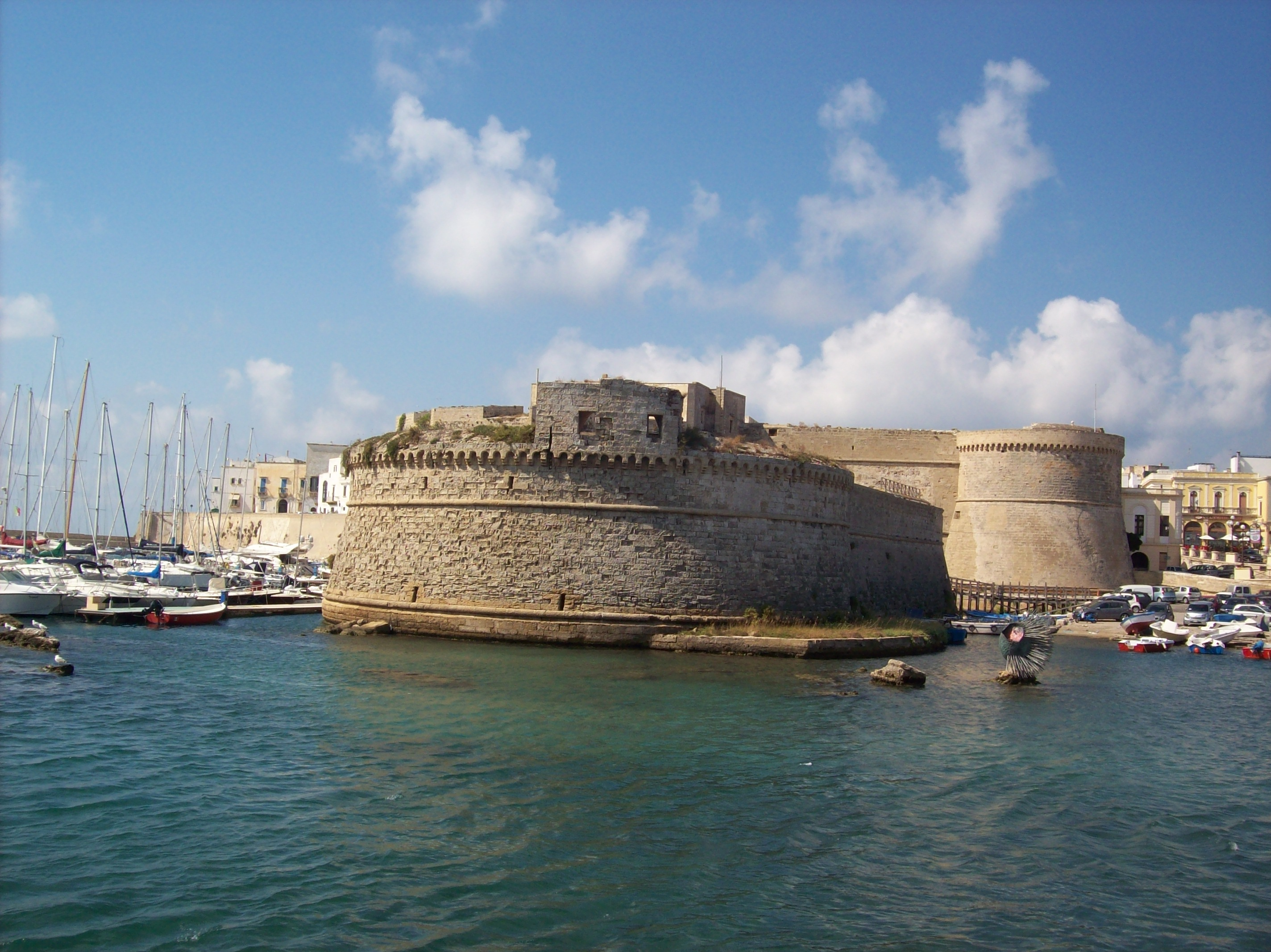
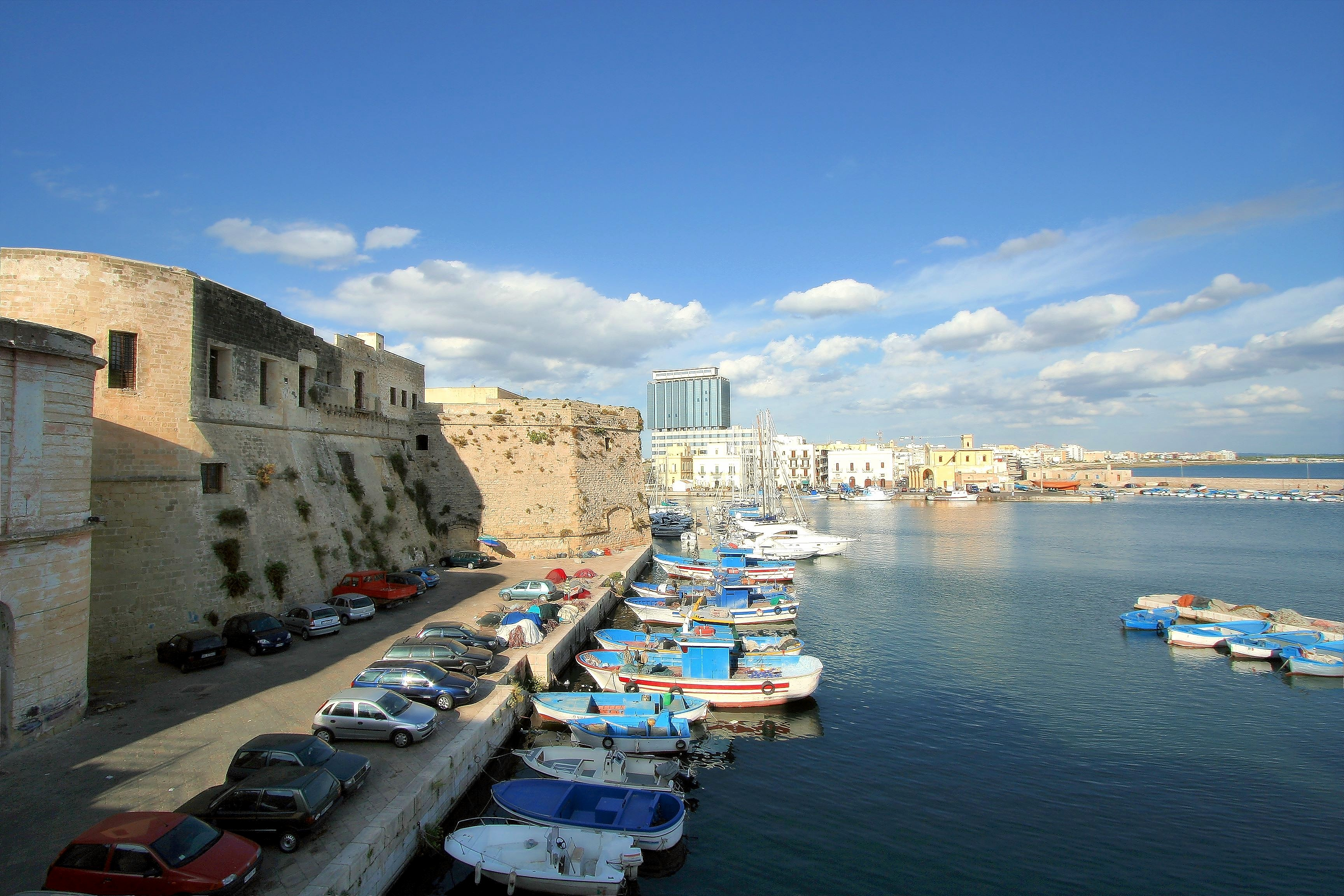